# 弗雷瑞斯公路隧道

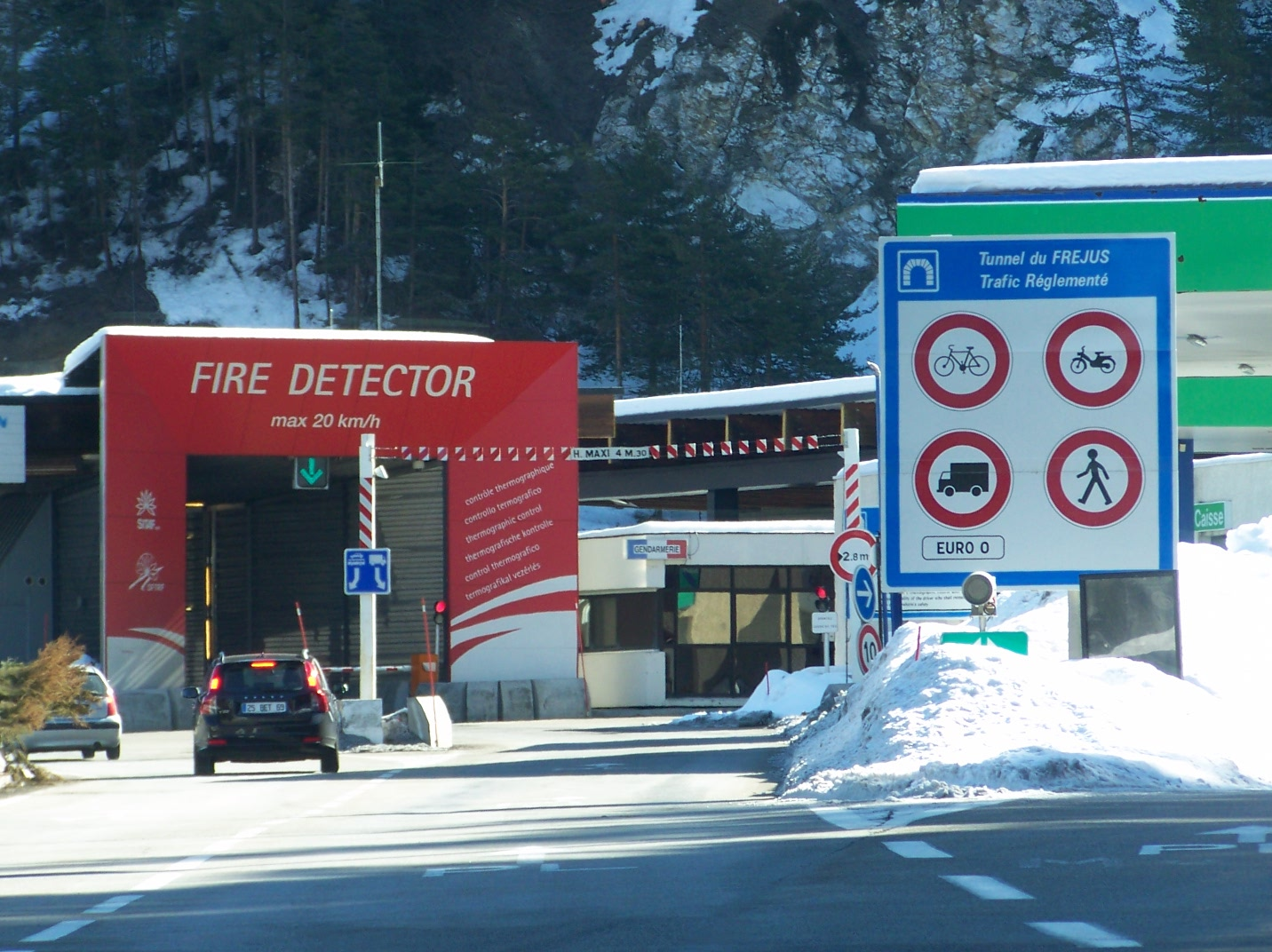

弗雷瑞斯公路隧道（義大利語：Traforo del Fréjus），於1980年落成，一條位處阿爾卑斯山意法邊境的公路隧道，在弗雷瑞斯山口之下通過，連接巴多内基亚與莫达讷分別位於兩國的市鎮。它是意大利和法國之間主要的跨阿爾卑斯山運輸路線之一，有80%的商業運輸會使用這隧道。建造成本為20億法郎，是世界第十三長的公路隧道。

## 隧道安全
1999年勃朗峰隧道發生重大火災后，2000年初弗雷瑞斯公路隧道採取了提高隧道安全的措施。嚴格的70公里/小時（43英里/小時）限速，車輛之間保持150米（160碼）的安全距離。隧道配備了最新的煙霧和火焰探測器，以及隧道內的攝像機系統，用於檢測交通速度以及火勢和煙霧。溫度感測器安裝在隧道的短距離處，由中央控制站進行監控。每隔130米安裝一次消防栓，由大型水箱供水。隧道沿線有11個安全點，配備了連接到控制室的電話和揚聲器，並設有單獨的通風管道以提供新鮮空氣。這些與主隧道由兩個防火門隔開;當隧道內的溫度達到一定水準時，外門會自動關閉。每個入口處都有一個感應系統，用於識別任何過熱的車輛。儘管如此，2005年6月4日的一場大火導致兩名斯洛伐克卡車司機死亡，隧道關閉了數周，至2005年8月4日重新開放。往後數年亦先後發生過最少3次的非致命火災而需要短暫關閉。

## 外部連結
维基共享资源上的相關多媒體資源：弗雷瑞斯公路隧道
- Homepage （页面存档备份，存于）
- Structurae数据库中Frejus Tunnel的数据

45°08′27″N 6°41′20″E / 45.14083°N 6.68889°E